# Preonová hvězda
Preonová hvězda by měl být hyperhustý objekt, složený z hypotetických subelementárních částic zvaných preony, z kterých by se měly skládat jak kvarky (spojující se v hadrony), tak leptony (jako elektron, mion, tauon a jejich neutrina). Existence preonových hvězd (stejně jako samotných preonů) je pouze hypotetická; na rozdíl od např. kvarkových hvězd nebyl žádný objekt, který by odpovídal modelu preonové hvězdy, pozorován.

## Preony
Preony by měly být další vrstvou hmoty, fundamentálnější než kvarky. Teorie preonů evokuje základní filozoficko-vědeckou otázku, zda by šlo svět „rozdrobovat“ do nekonečna na stále menší a elementárnější části. Jestli ano, byly by k tomu třeba stále větší energie. Dnešní urychlovače nedokáží vyprodukovat více než řádově několik TeV (teraelektronvoltů), proto existenci preonů zatím nelze prokázat, a to ani se zařízením Large Hadron Collider.

## Souvislost s temnou hmotou
Preonové hvězdy by mohly vysvětlit složení neznámé masy známé jako temná hmota, která tvoří 27 % hmotnosti vesmíru. Ačkoli samotnou existenci preonů dokázat nelze, preonové hvězdy by šlo detekovat díky efektu gravitační čočky nebo díky emisi tvrdých gama paprsků.

## Hustota a vznik
Preonové hvězdy mají hustotu výrazně překonávající hustotu atomového jádra, tedy řádově 1017 kg·m−3. S takovou hustotou by se hmota odpovídající Zemi vešla do objemu koule o průměru 5 m. Mechanismus vzniku preonových hvězd je nejasný; vhodné podmínky mohl nastolit Velký třesk, kdy existovaly energie dovolující výskyt samostatných preonů a jejich vázání jinou silou než tou, která je obvykle drží v kvarcích a leptonech (dost možná to bude páté silové pole), a sice gravitací. Preonová hvězda by také mohla vzniknout při explozi supernovy jako pozůstatek mimořádně těžkého hvězdného jádra. Dal by se tedy předpokládat výskyt následujících objektů vzniklých jako pozůstatek supernovy.